# 棕櫚果蝠
棕櫚果蝠（學名：Dyacopterus spadiceus），哺乳綱、翼手目、狐蝠科棕櫚果蝠屬下的一種，而與棕櫚果蝠同科的動物尚有裸背果蝠等之數種哺乳動物。
棕櫚果蝠是唯一一種的雄性會分泌乳汁的哺乳動物物種。